# Gunung Kesan
Gunung Kesan is een bestuurslaag in het regentschap Sampang van de provincie Oost-Java, Indonesië. Gunung Kesan telt 13.120 inwoners (volkstelling 2010).